# Kettensteg
Le Kettensteg (littéralement, passerelle des chaînes) est un pont piétonnier à Nuremberg, reliant les deux rives de la rivière Pegnitz. On pense qu'il s'agit du plus ancien pont à chaînes en fer d'Europe continentale 
Il est situé directement à la sortie de la vieille ville de Pegnitz. La passerelle étroite mesure environ 68 mètres de long et a été utilisée exclusivement pour la circulation des piétons dès le début. Le pont des chaînes est considéré comme un monument de l'histoire de la technologie et fait partie du mile historique de Nuremberg.

## Histoire

### Construction en 1824

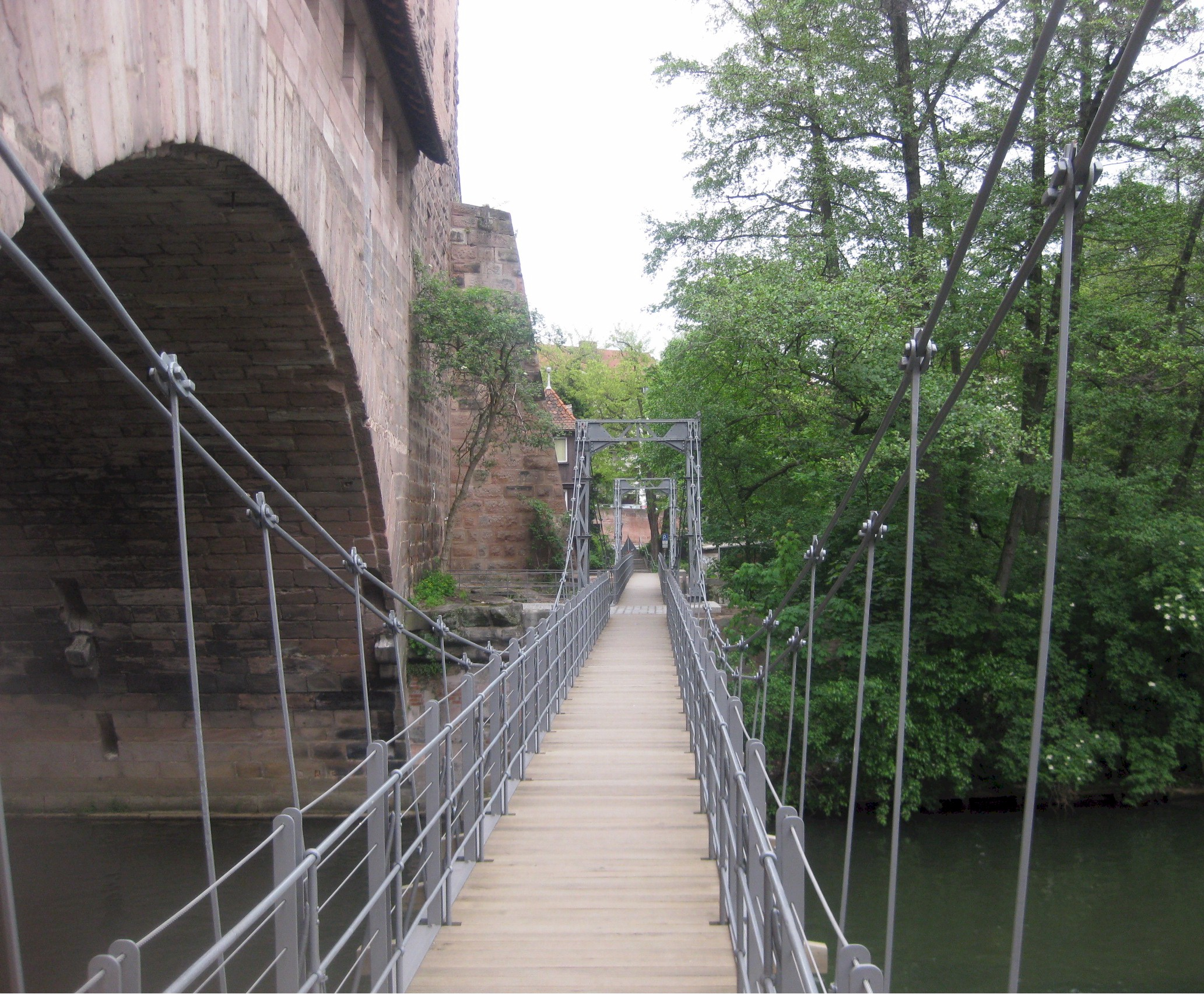
Kettensteg en direction du nord

La passerelle des chaînes a remplacé la jetée en bois dite Trockensteg. Après une période de construction de seulement quatre mois, elle a été ouverte le 30 décembre 1824. Les coûts de construction étaient de 3620 florins, 3,65 tonnes de fer forgé ont été utilisées. La structure du pont a été conçue et construite par l'ingénieur Conrad Georg Kuppler, qui a également participé à la création du premier chemin de fer allemand entre Nuremberg et Fürth.
Le pont a deux ouvertures avec des portées de 33 mètres chacune. Le Kettensteg est le plus ancien pont à chaînes en fer du continent européen. Le croisement initialement sans nom tire son nom de la langue vernaculaire. Il fait référence aux nombreux maillons de chaîne de trois mètres de long chacun sur lesquels le pont est suspendu. Ils sont attachés à trois pylônes de cinq mètres de haut et ancrés dans des culées massives sur les deux rives. Ces composants sont encore largement d'origine. Les pylônes, à l'origine en chêne, ont été remplacés par la construction à ossature d'acier existante après avoir été gravement endommagés par les inondations de 1909.

### Années 1930

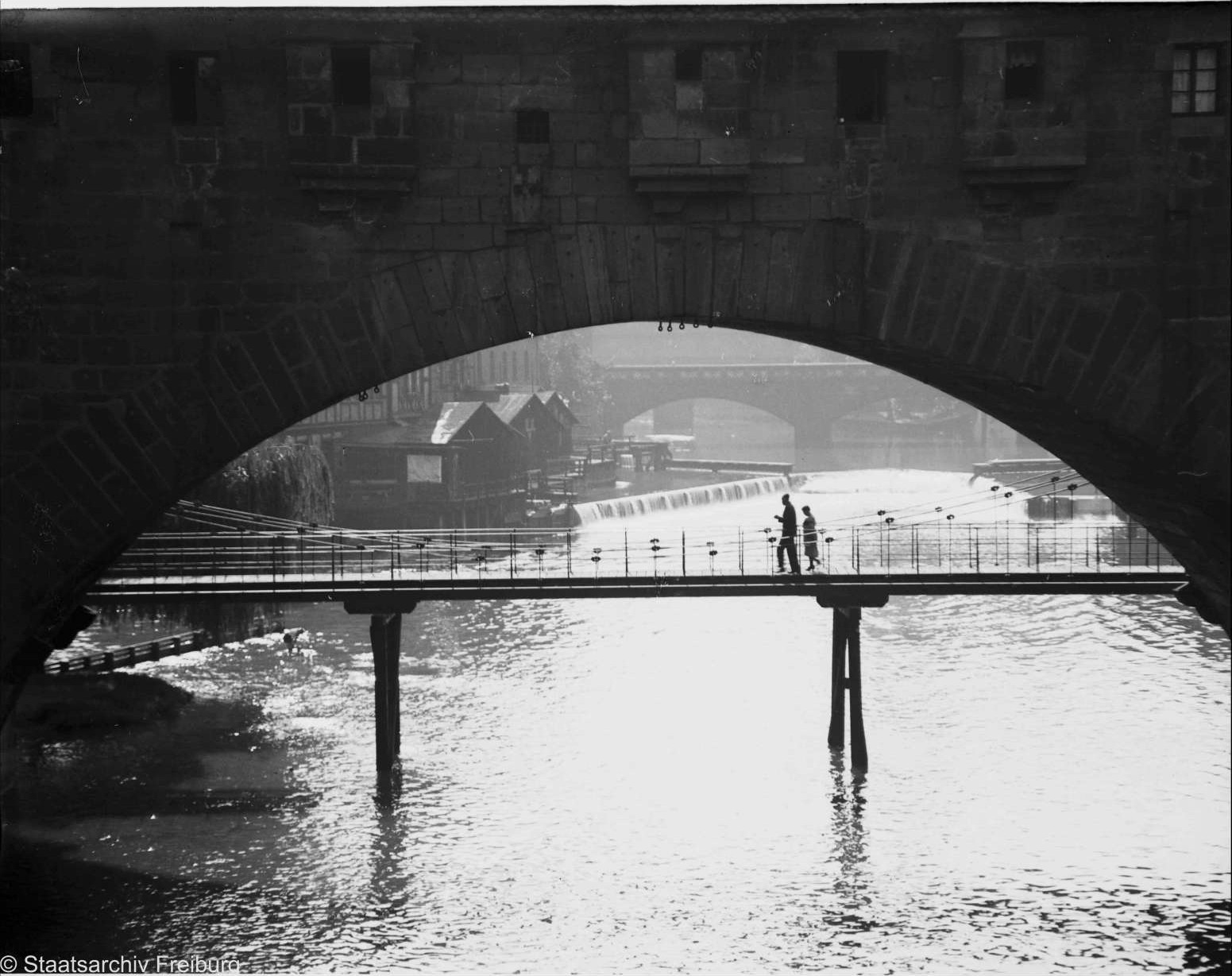
Vue de l'état de 1930 à 2010 avec les jougs de soutien construits en dessous, en arrière-plan les Nageleinsmühlen, qui ont été détruits pendant la Seconde Guerre mondiale

En raison du renforcement transversal insuffisant de la construction, des vibrations pouvaient s'accumuler, ce qui mettait en danger la stabilité. Cela a également été provoqué délibérément et a donc été interdit par une ordonnance de police  de 1927. En 1930, la passerelle est renforcée par des poutres latérales en fer et soutenue par quatre jougs en bois. Depuis, la construction suspendue n'a plus de fonction porteuse et l'aspect de la passerelle s'en trouve fortement altéré. Après 1930, il y eut à la fois des efforts de modernisation et de démolition ; À l'époque national-socialiste, le pont, qui remonte au début de la période industrielle, était considéré comme une rupture dans le paysage urbain historique, qui devait être supprimé. Le déclenchement de la guerre empêcha la démolition qui avait déjà été ordonnée en 1939.

### Rénovation en 2010

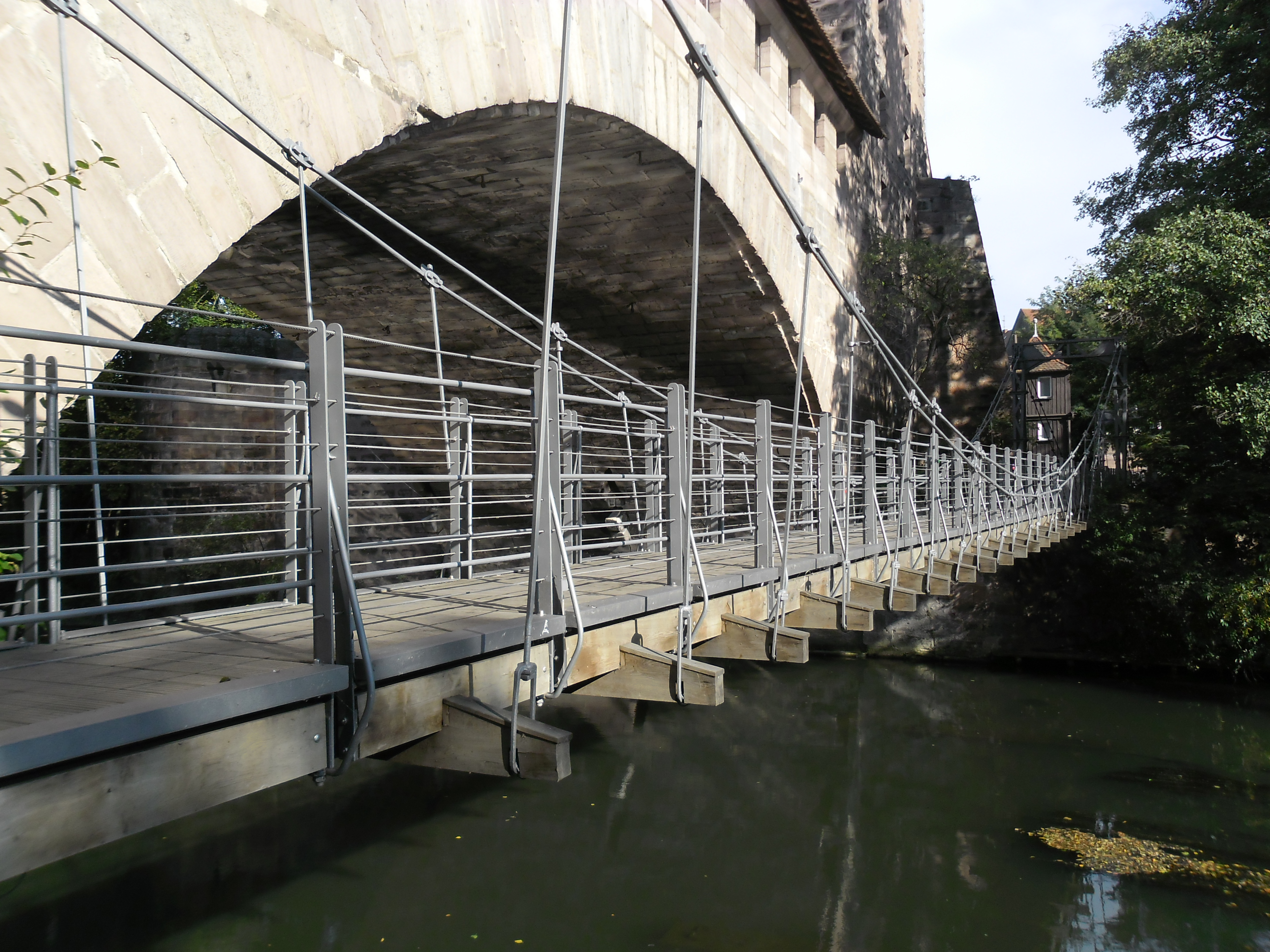
Passerelle à chaînes sur le Pegnitz, face au Fronveste (2012).

La solution provisoire de 1930, qui ne devait durer que quelques années, a ensuite existé pendant près de six décennies. Début mai 2009, le pont a dû être fermé pour des raisons de sécurité car la stabilité du soutènement temporaire n'était plus suffisante.
La rénovation a commencé en 2010 ; d'importants dons de citoyens et d'entreprises ont permis de restaurer autant que possible le pont suspendu d'origine. La construction a d'abord été complètement démantelée, les culées ont été renforcées par de petits pieux forés, et les maillons de chaîne d'origine ont été restaurés et partiellement remplacés. Le pont a été reconstruit en pont suspendu en porte-à-faux. La construction a été en outre stabilisée par une poutre-caisson plate installée sous la passerelle. Le 22 décembre 2010, la passerelle piétonne, restaurée dans son état d'origine, a été rouverte à la circulation.

## Littérature
- Uli Walter : Le pont des chaînes à Nuremberg. Dans : Office d'État bavarois pour la préservation des monuments (éd. ) : Préservation des monuments en Bavière - Ponts en Bavière - Histoire, technique, préservation des monuments, n° 2, 2011. p. 74-75. PDF en ligne
- Le pont des chaînes se balance ! Rénovation conforme aux monuments et restauration du pont des chaînes de Nuremberg en tant que pont suspendu. Initiative BauLust pour l'architecture et le public e. V., Nuremberg 2011. En ligne
- Franz Sonnenberger : Le bâtisseur de ponts. Conrad George Kuppler. La vie du pionnier de la technologie de Nuremberg au seuil de l'ère industrielle. Schrenk-Verlag Röttenbach 2017.  (ISBN 978-3-924270-89-6). pages 47 à 66

## Liens web
- s0000255 sur Structurae.
- Details zur Konstruktion und Geschichte (BauLust)
- Der Kettensteg in Nürnberg auf nuernberginfos.de